# Marvin Klein

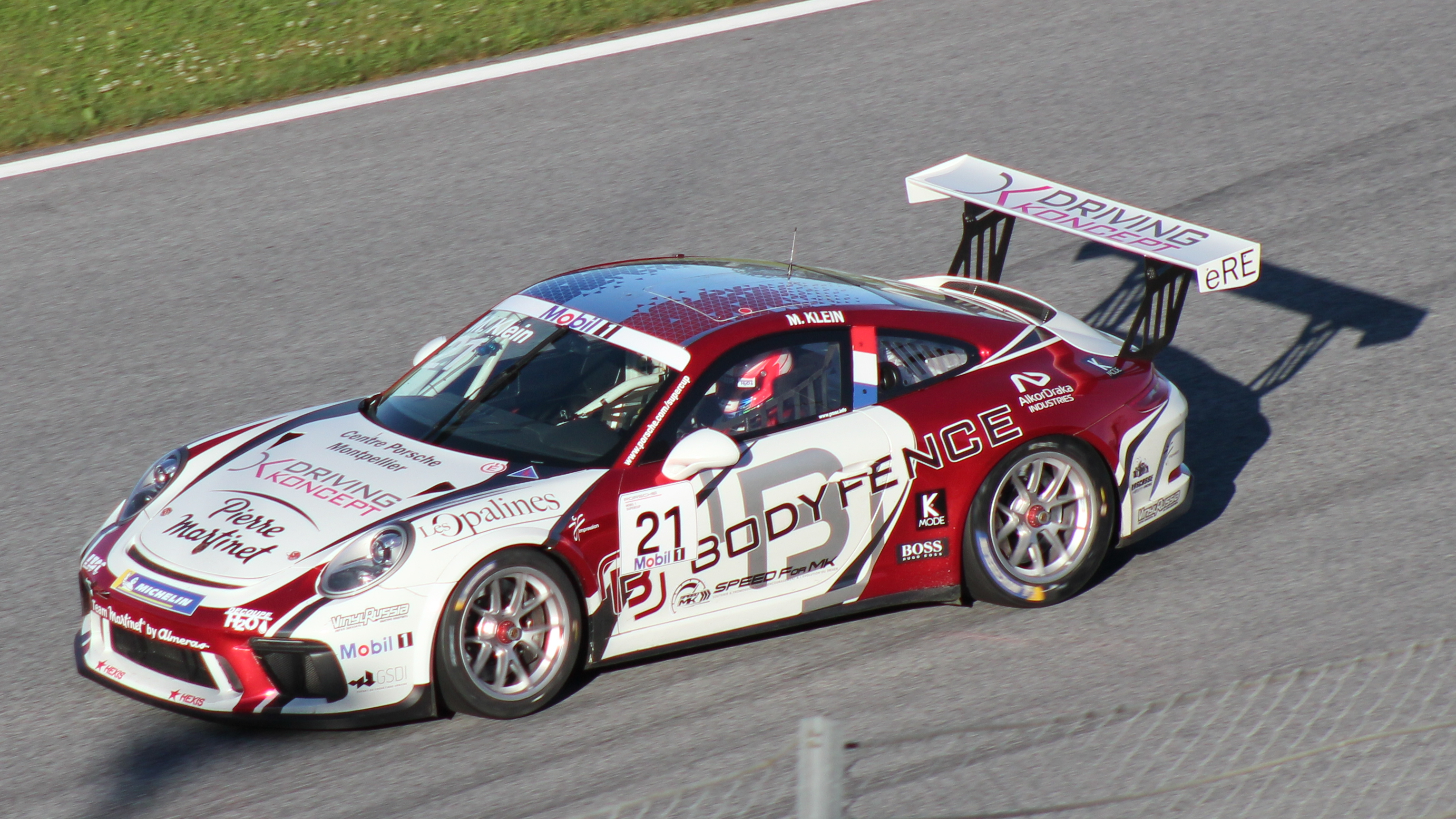
Marvin Klein bei einem Rennen des Porsche Supercups 2019 auf dem Red Bull Ring

Marvin Klein (* 21. Juni 1999) ist ein französischer Autorennfahrer.

## Karriere als Rennfahrer
Marvin Klein startete 2016 in der Französischen Formel-4-Meisterschaft und war neben dem Meisterschaftsgewinner Ye Yifei Jahre später der zweite Fahrer der Rennsaison (Klein beendete die Meisterschaft als Zwölfter), der Jahre später den Sprung in die FIA-Langstrecken-Weltmeisterschaft schaffte. Nach einem weiteren Jahr in dieser Rennserie wechselte er 2018 in die European Le Mans Series.
Bekannt wurde er durch seine Erfolge im Porsche Carrera Cup Frankreich. Nach einem sechsten Endrang 2019 (Meister Ayhancan Güven) und dem fünften Rang 2020 (Meister Jaxon Evans) gewann er den Markenpokal 2021. 2022 gab er sein Debüt beim 24-Stunden-Rennen von Le Mans. Der Einsatz endete mit einem Ausfall.

## Statistik

### Le-Mans-Ergebnisse
| Jahr | Team             | Fahrzeug            | Teamkollege  | Teamkollege    | Platzierung | Ausfallgrund |
| ---- | ---------------- | ------------------- | ------------ | -------------- | ----------- | ------------ |
| 2022 | Inception Racing | Ferrari 488 GTE Evo | Côme Ledogar | Alexander West | Ausfall     | Motorschaden |

### Einzelergebnisse in der FIA-Langstrecken-Weltmeisterschaft
| Saison | Team             | Rennwagen       | 1   | 2   | 3   | 4   | 5   | 6   |
| ------ | ---------------- | --------------- | --- | --- | --- | --- | --- | --- |
| 2022   | Inception Racing | Ferrari 488 GTE | SEB | SPA | LEM | MON | FUJ | BAH |
| 2022   | Inception Racing | Ferrari 488 GTE | DNF |     |     |     |     |     |